# イースタン航空 (LLC)
イースタン航空（英語: Eastern Airlines,LLC）は、アメリカ合衆国の航空会社。

## 概要
2010年にダイナミック・アビエーション（Dynamic Aviation）として設立され、中古のMD-88型機を使ってチャーター便の運航を開始した。2011年にはB767の導入を開始している。
2010年11月にダイレクト・エアの運航を一部受託した。この際、ダイレクト・エアにMD-88を1機リースしている。
2011年7月に韓国のホダ・エアサービスとのパートナーシップ協定を発表し、この協定に基づいてソウル・仁川国際空港とサイパン国際空港とを結ぶ週2便のチャーター便の運航を開始してアジアに進出した。
2012年にダイレクト・エアが経営破綻すると、ダイナミック航空も連鎖して経営危機に陥ったが、同年5月に新しい出資者を得て再建している。
2014年1月に中国の天津浜海国際空港、武漢天河国際空港、杭州蕭山国際空港の各空港とサイパン国際空港とを結ぶチャーター便の運航を開始した。また同年6月18日に、同じく中国の北京首都国際空港とグアム国際空港とを結ぶチャーター便を6月21日から、成都双流国際空港とグアム国際空港とを結ぶチャーター便を7月19日から、それぞれ運航することを発表した。これらにより、2014年内に約1万人の中国人観光客をグアムに運送する見込みである。
2014年6月6日に初の定期路線として、米国ニューヨークのジョン・F・ケネディ国際空港とガイアナの首都ジョージタウンのチェディ・ジェーガン国際空港とを結ぶ路線を6月26日から運航することを発表した。週4便の運航となる。
2014年10月、中国の長沙黄花国際空港を運営する湖南省機場管理集団は、ダイナミック航空が同年12月28日から、長沙黄花国際空港と米国のロサンゼルス国際空港とを結ぶ定期路線をアンカレッジ国際空港経由で開設することを明らかにした。当初は週3便の運航で閑散期は週2便とし、機材はB767を使用する予定となっている。
日本には新千歳空港などに飛来実績がある。

## 経営破綻と3代目「イースタン航空」への改称
2017年7月、ダイナミック航空は連邦倒産法第11章の適用を申請し、経営破綻した。その後、ダイナミック航空はスウィフト航空の出資を受け、スウィフト航空が持っていた「イースタン航空」の商標（かつての大手航空会社イースタン航空(1926-1991)の復活を目指して設立されたが経営破綻したイースタン航空(2代目)から買い取ったもの）を使い、3代目の「イースタン航空」(Eastern Airlines, LLC)として再生を目指すことになった。

## 保有機材

### 現在の保有機材

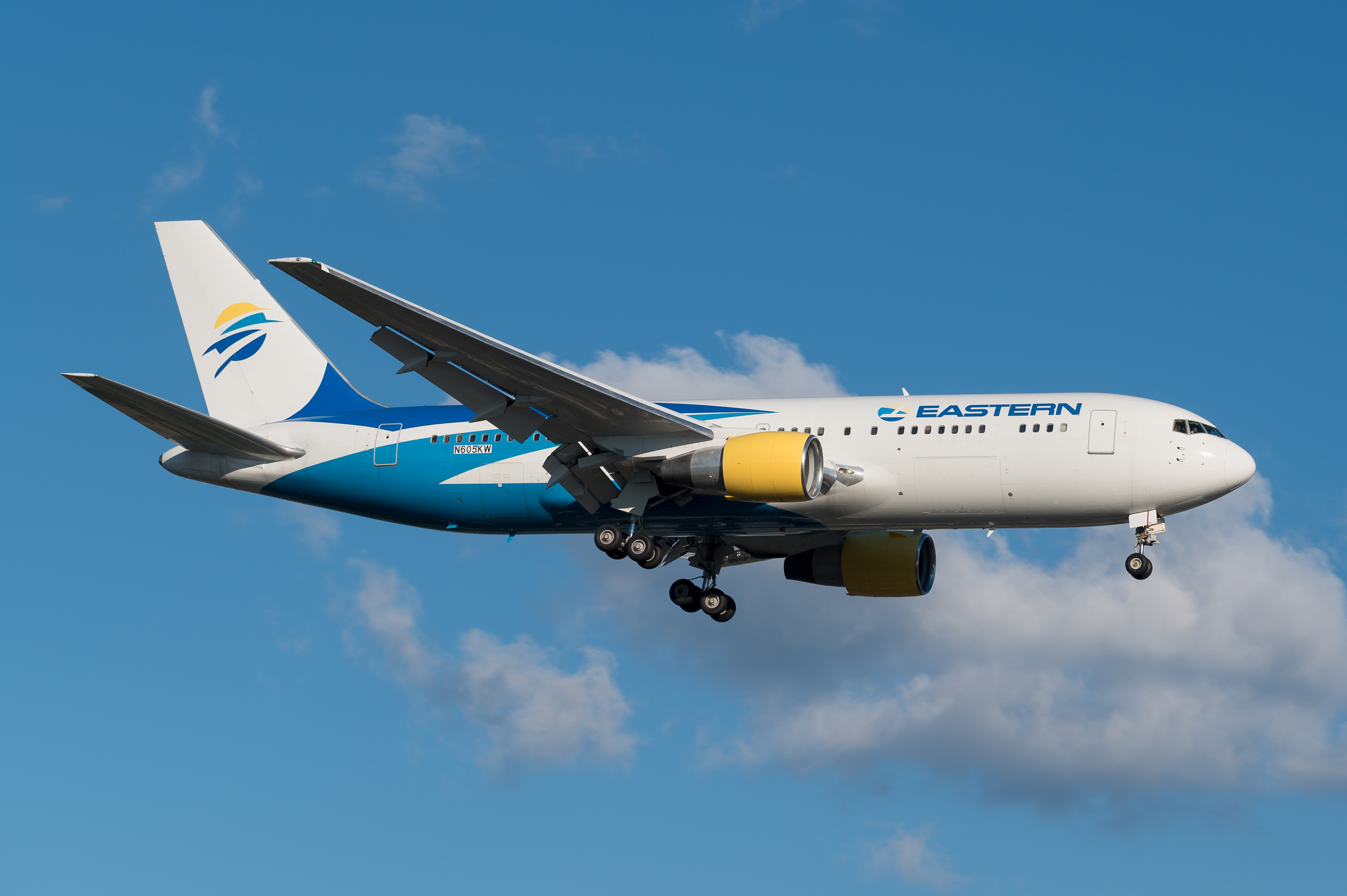
イースタン航空の767-200ER

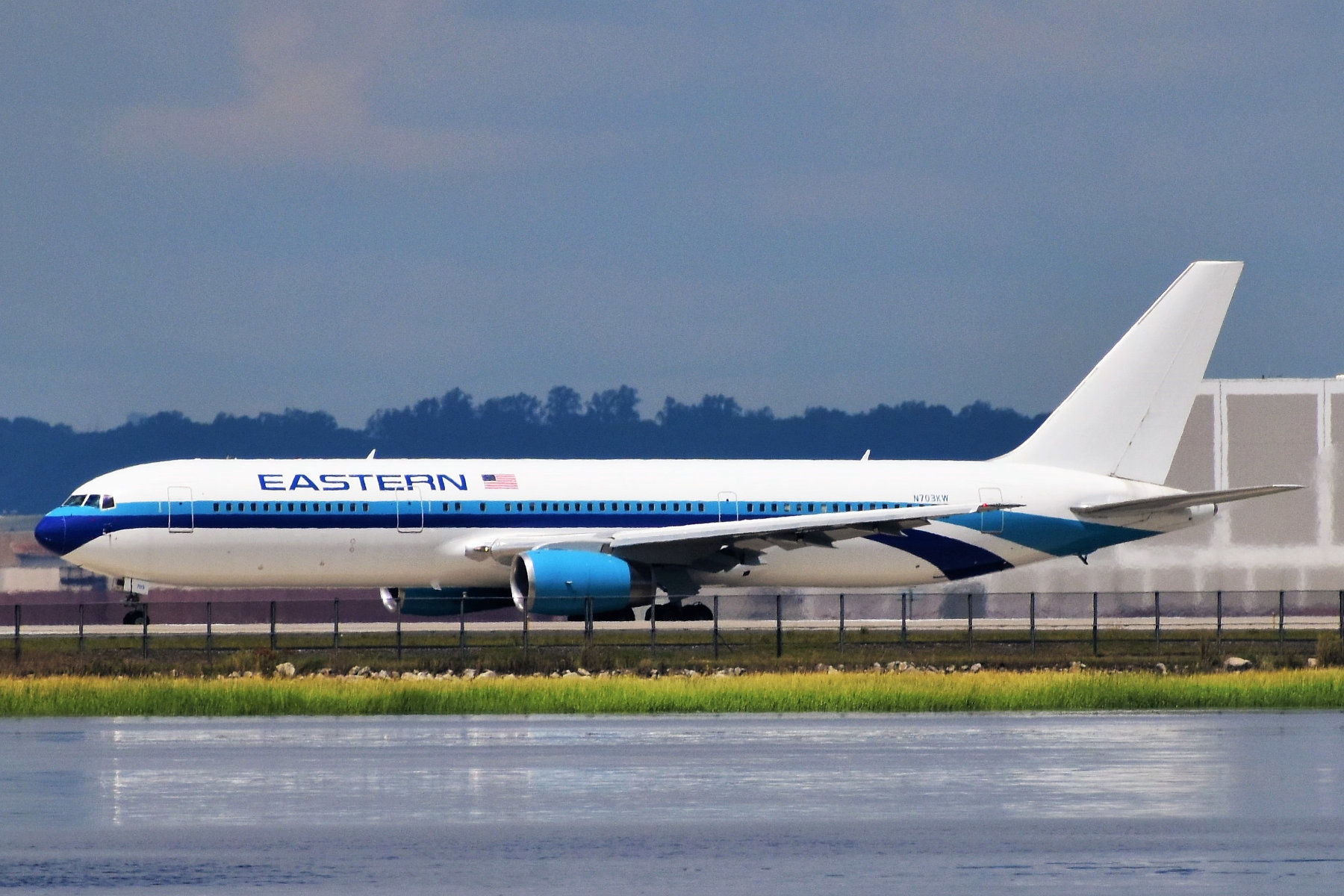
イースタン航空の767-300ER

2022年1月現在、同社は以下の機材を保有している。
| 航空機                  | 運用数 | 発注数 | 座席数 | Notes                                                                                      |
| ----------------------- | ------ | ------ | ------ | ------------------------------------------------------------------------------------------ |
| ボーイング767-200       | 3      | —      | 218    | 同機を運用する最後の航空会社であり、元日本航空機であるN603KW(元JA8232)が在籍している。     |
| ボーイング767-200ER     | 1      | —      | 218    |                                                                                            |
| ボーイング767-300ER     | 5      | —      | 244    |                                                                                            |
| ボーイング777-200ER     | 3      | —      | TBA    | 受領後駐機中である。                                                                       |
| ボーイング777-300ER     | 2      | —      | TBA    | 受領後駐機中である。元全日本空輸機であるN775KW(元JA731A)、N776KW(元JA777A)が在籍している。 |
| イースタン航空貨物      |        |        |        |                                                                                            |
| ボーイング777-200/P2F   | —      | 10     |        |                                                                                            |
| ボーイング777-200ER/P2F | —      | 17     |        |                                                                                            |
| ボーイング777-300/P2F   | —      | 6      |        |                                                                                            |
| Total                   | 14     | 33     |        |                                                                                            |

### 退役機材
ボーイング767-200ER/BDSF 1機
マクドネル・ダグラス MD-88 2機